# Inno della UEFA Champions League
Champions League è l'inno ufficiale dell'omonima UEFA Champions League, la principale competizione calcistica dell'Europa e nel suo genere la più seguita nel mondo.
L'inno, la cui esecuzione è compresa nella cerimonia di apertura di ogni partita della competizione e nella sigla di apertura e chiusura dei programmi televisivi a essa dedicati, venne composto da Tony Britten nel 1992 ed è basato sull'inno di incoronazione Zadok the Priest di Georg Friedrich Händel. Nella versione ufficiale è eseguito dall'Academy of St. Martin in the Fields e dalla Royal Philharmonic Orchestra di Londra.
Il testo è costituito da frasi e parole in inglese, tedesco e francese, le tre lingue ufficiali dell'UEFA. Il brano completo, che dura circa tre minuti e comprende due brevi strofe e il coro, è in commercio su iTunes con il titolo di "Champions League Theme".
È stato suonato per la prima volta nell'autunno del 1992 negli stadi Jan Breydel (Bruges), Ibrox (Glasgow), Giuseppe Meazza (Milano) e das Antas (Porto), in occasione dell'apertura della fase a gironi del torneo 1992-1993. Dal 1995 in televisione sono adoperate sette nuove versioni dell'inno (1995-1997, 1997-2000, 2000-2003, 2003-2006, 2006-2012, 2012-2018, 2018-2024 e attuale dal 2024-2025).
In occasione delle finali, l'inno è stato soggetto a modifiche per l'occasione, con inserimenti in controcanto in italiano (2008-2009, 2010-2011, 2011-2012, 2014-2015, 2015-2016, 2016-2017) o spagnolo (2009-2010, 2014-2015), interpretazioni solistiche (gran parte di queste, come la 2013-2014) o di gruppo (2002-2003), oppure arrangiamenti per violino (2011-2012, 2018-2019), violoncello (2017-2018) o pianoforte (2022-2023).

## Testo
Originale

Ce sont les meilleures équipes

Sie sind die allerbesten Mannschaften

The main event

Die Meister

Die Besten

Les grandes équipes

The champions

Une grande réunion

Eine große sportliche Veranstaltung

The main event

Ils sont les meilleurs

Sie sind die Besten

These are the champions

Die Meister

Die Besten

Les grandes équipes

The champions

Die Meister

Die Besten

Les grandes équipes

The champions
Traduzione

Queste sono le migliori squadre

Queste sono le migliori squadre

L'evento principale

I Maestri

I migliori

Le grandi squadre

I campioni

Un grande incontro

Un grande evento sportivo

L'evento principale

Loro sono i migliori

Loro sono i migliori

Questi sono i campioni

I maestri

I migliori

Le grandi squadre

I campioni

I maestri

I migliori

Le grandi squadre

I campioni